# Okerbrauwthraupis
De okerbrauwthraupis (Kleinothraupis calophrys synoniem: Hemispingus calophrys) is een zangvogel uit de familie Thraupidae (tangaren).

## Verspreiding en leefgebied
Deze soort komt voor in de Andes van zuidoostelijk Peru (Puno) en westelijk Bolivia (La Paz en Cochabamba).